# Powiat Namegata
Powiat Namegata (jap. 行方郡 Namegata-gun) – dawny powiat w Japonii, w prefekturze Ibaraki. W 2005 roku liczył 40 716 mieszkańców i zajmował powierzchnię 166,33 km².

## Historia[2]

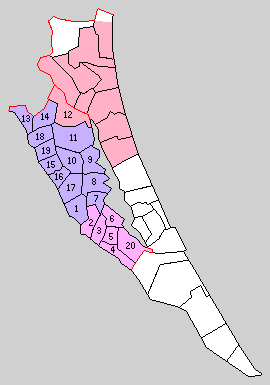
Powiat Namegata (1–20) (1889 r.)

- Powiat został założony 2 grudnia 1878 roku. Wraz z utworzeniem nowego systemu administracyjnego 1 kwietnia 1889 roku powiat Namegata został podzielony na 3 miejscowości i 17 wiosek[3].
- 1 stycznia 1955 – miejscowość Tamatsukuri powiększyła się o teren wiosek Tega, Tachibana, Tamagawa i Arahara. (3 miejscowości, 13 wiosek)
- 11 lutego 1955 – miejscowość Itako powiększyła się o teren wiosek Tsuji, Nobukata i Ōhara. (3 miejscowości, 10 wiosek)
- 15 marca 1955 – wioska Akitsu wraz z wioskami Tomoe, Tokushuku, Shingū (z powiatu Kashima) została włączona w teren miejscowości Hokota (z powiatu Kashima). (3 miejscowości, 9 wiosek)
- 31 marca 1955 – miejscowość Asō powiększyła się o teren wiosek Ōta, Yamato, Odaka i Namekata. (3 miejscowości, 5 wiosek)
- 1 kwietnia 1955: (3 miejscowości, 2 wioski)
  - w wyniku połączenia wiosek Takeda, Tsusumi i Kaname powstała wioska Kitaura.
  - w wyniku połączenia wiosek Kasumi i Yashiro powstała wioska Ushibori.
- 3 listopada 1955 – wioska Ushibori zdobyła status miejscowości. (4 miejscowości, 1 wioska)
- 1 października 1997 – wioska Kitaura zdobyła status miejscowości. (5 miejscowości)
- 1 kwietnia 2001 – miejscowość Itako połączyła się z miejscowością Ushibori zdobywając status miasta. (3 miejscowości)
- 2 września 2005 – w wyniku połączenia miejscowości Asō, Kitaura i Tamatsukuri powstało miasto Namegata. W wyniku tego połączenia powiat Namegata został rozwiązany.